# World Class Wreckin' Cru
De World Class Wreckin' Cru was een Amerikaanse electrohop-stijl rapgroep, opgericht in 1983, uit Compton opgericht door nachtclubeigenaar Alonzo Williams. Andere leden waren in het begin DJ Yella, Dr. Dre, Cli-N-Tel en Mona Lisa Young. Na het vertrek van Dr. Dre en DJ Yella werd Shakespeare toegevoegd. De groep was begin jaren tachtig populair in Compton, South Central en de andere voorsteden van Los Angeles. Echt goed begonnen ze te verkopen toen Dr. Dre en DJ Yella beroemd werden met N.W.A.

## Biografie
Opgericht in 1983 debuteerde de Cru in 1984 met de Surgery. De W.C.W.C. bereikte grote populariteit in het getto's van Los Angeles. Naast Dr. Dre hielpen ook andere groepen, zoals C.I.A (met Ice Cube erin).
Toen Eazy-E in 1986 N.W.A oprichtte deed hij dat met Ice Cube, DJ Yella en Dr. Dre. DJ Yella en Dr. Dre verlieten dus de Cru. Alonzo was woedend.
In 1987 had de Cru nog een nationale hit met Turn Off the Lights featuring Michel'le. Omdat Dr. Dre en DJ Yella in 1986 de groep hadden verlaten richt Lonzo een nieuwe groep op met bijna dezelfde naam: de World Class Wreckin' Kru. Er werd nog veel geld verdiend aan Dr. Dre fans die hun oude platen nog wilden kopen.
In het boekje van het ”World Class” album uit 1985 zitten foto’s van Dr. Dre met mascara en lipstick. Hoewel niemand weet waarom Dre lipstick en mascara draagt, heeft Eazy-E dit later in 1993 in het nummer Real Muthaphuckkin G's gebruikt om Dre te dissen, nadat Dre en Eazy ruzie hadden gekregen en Dre samen met Snoop Dogg al een Eazy-E diss hadden gemaakt, namelijk Fuck wit Dre Day. Hij laat de foto’s in de video zien en rapt:
All of a sudden Dr. Dre is the G Thang, But on his old album covers he was the SHE Thang (Nederlands: En nu is Dr. Dre opeens het G (Gangsta) ding, maar op zijn oude album cover was hij het ZIJ ding)

## Discografie
- Surgery (12") (1984)
- Bust It Up 2 + 1 (12") (1985)
- Juice (12") (1985)
- World Class (12") (1985)
- He's Bionic/The Fly (12") (1986)
- Love Letter (12") (1986)
- Mission Possible (7") (1986)
- Mission Possible/World Class Freak (12") (1986)
- Rapped In Romance (12") (1986)
- The Fly (12") (1986)
- The Best Of The World Class Wreckin' Cru (12") (1987)
- Turn Off The Lights (12") (1987)
- Lay Your Body Down (12") (1988)
- World Class Mega Mix 89 (12") (1989)
- House Fly (12") (1990)
- Phases In Life (12") (1990)
- We All That! (CD") (1991)